# Comuna de Działdowo
Działdowo (polaco: Gmina Działdowo) é uma gminy (comuna) na Polónia, na voivodia de Vármia-Masúria e no condado de Działdowski. A sede do condado é a cidade de Działdowo.
De acordo com os censos de 2004, a comuna tem 9552 habitantes, com uma densidade 35 hab/km².

## Área
Estende-se por uma área de 272,77 km², incluindo:
- área agricola: 74%
- área florestal: 17%

## Demografia
Dados de 30 de Junho 2004:
|                      | Total   | Total | Mulheres | Mulheres | Homens  | Homens |
| -------------------- | ------- | ----- | -------- | -------- | ------- | ------ |
|                      | pessoas | %     | pessoas  | %        | pessoas | %      |
| População            | 9552    | 100   | 4756     | 49,8     | 4796    | 50,2   |
| Densidade (pop./km²) | 35      | 100   | 17,4     | 17,4     | 17,6    | 17,6   |

De acordo com dados de 2002, o rendimento médio per capita ascendia a 1441,05 zł.